# Operation Ground and Pound
"Operation Ground and Pound" pjesma je britanskog power metal sastava DragonForce. Četvrta je pjesma s trećeg albuma sastava, Inhuman Rampage. Drugi je spot skupine, pored "Through the Fire and Flames". Pjesma je uređena za spot kako bi trajala samo 5 minuta, dok izvorna verzija traje skoro 8 minuta.
Dana 21. kolovoza 2008. godine pjesma je postala dostupna za igricu Guitar Hero III: Legends of Rock zajedno s pjesmom "Revolution Deathsquad" i "Heroes of Our Time". Pjesma je također postala dostupna za preuzimanje za igricu Rock Band 3.